# Kozica (Drugovo)
Kozica (macedónul: Козица) település Észak-Macedóniában, a Délnyugati körzet Kicsevói járásában, 2013-ig a Drugovói járás része volt, ami teljes egészében beolvadt a Kicsevói járásba.

## Népesség
| Lakosok száma | 393  | 394  | 306  | 206  | 132  | 96   | 82   | 45   |
|               | 1948 | 1953 | 1961 | 1971 | 1981 | 1991 | 2002 | 2021 |

2002-ben 82 lakosa volt, akik közül 81 macedón és 1 egyéb.